# Osvaldo Nunes Freire
Osvaldo da Costa Nunes Freire, ou simplesmente Nunes Freire, (Grajaú, 6 de dezembro de 1911 – São Luís, 8 de junho de 1986) foi um médico e político brasileiro que foi governador do Maranhão.

## Dados biográficos
Filho de Feliciano Antônio Freire e Olindina da Costa Nunes Freire. Formado em Medicina em 1938 pela Universidade Federal da Bahia, presidiu o extinto Conselho do Serviço Social Rural do Maranhão e também a Federação dos Criadores do Maranhão. Entretanto sua vida política começou efetivamente após a queda do Estado Novo quando ocupou o cargo de secretário de Saúde na interventoria de Saturnino Bello.
Aliado histórico de Vitorino Freire, foi eleito deputado estadual via PST em 1950, pelo PSD em 1954 e pelas Oposições Coligadas em 1958 e 1962, chegando mais tarde à presidência da Assembleia Legislativa do Maranhão além de integrar o diretório estadual da UDN.  Diante da outorga do bipartidarismo pelo Regime Militar de 1964 ingressou na ARENA e foi secretário de Saúde nos primeiros meses do governo José Sarney. Eleito deputado federal em 1966 e 1970, foi escolhido governador do Maranhão em 1974 graças às ligações de Vitorino Freire com o presidente Ernesto Geisel.
Certo de sua vitória, estava em viagem oficial ao Japão como delegado brasileiro da União Interparlamentar no mesmo dia de sua confirmação como titular do Palácio dos Leões e uma vez empossado após a gestão interina de José Murad, liderou uma facção arenista em oposição ao grupo de José Sarney, embora tenha deixado a cena política após seu mandato como governador.
Há um município maranhense denominado Governador Nunes Freire em sua homenagem.